# Paul Isenrath
Hans Paul Isenrath (* 8. April 1936 in Mönchengladbach) ist ein deutscher Bildhauer und emeritierter Hochschullehrer. Er lebt und arbeitet in Düsseldorf und Le Nayrac, Département Aveyron, Frankreich.

## Leben
Paul Isenrath wurde 1936 in Mönchengladbach geboren. 1953 verließ er nach der Mittleren Reife das Gymnasium, um an der Kunstgewerbeschule Krefeld ein Grafikdesignstudium aufzunehmen. Nach sechs Semestern wechselte er nach Düsseldorf, wo er Otto Piene und Heinz Mack kennenlernte und die Anfänge von ZERO und Fluxus miterlebte. Mittellos wagte er sich nach Paris und bot sich Hans Arp, Alberto Giacometti und Hans Hartung als Assistent an. Schließlich fand er im Atelier des Bildhauers François Stahly einen Platz für eigene Arbeiten. In dieser Zeit entstanden erste Kleinplastiken aus Schlacke und Glas. Auch mit Gips experimentierte er.
1959 sprach er bei dem spanischen Bildhauer Berto Lardera vor, der in jenen Jahren Gastprofessor an der Hochschule für bildende Künste in Hamburg war. In Ermangelung vorzeigbarer Werke, legte er ihm eilig in seinem Zimmer zusammengelötete Objekte vor, woraufhin er zum Studienbetrieb angenommen wurde und für zwei Semester an der Akademie verblieb. Die nachhaltigsten Erfahrungen innerhalb seiner künstlerischen Reifezeit machte er von 1960 bis 1962 als Assistent von Norbert Kricke in Düsseldorf. Hier, in der letzten Station seiner Ausbildung, erhielt er auch seine erste Auftragsarbeit, eine Kupfertüre für die im Bau befindliche (1964 fertiggestellte) Christus-Kirche in Meerbusch-Büderich bei Düsseldorf. 1967 verbrachte er ein Stipendiumsjahr an der Cité Internationale des Arts in Paris. In dieser Zeit entstanden vor allem Zeichnungen, mittels derer er seinen Stil ausprägte.
Er war von 1971 bis 2001 Professor und von 1988 bis 1992 Rektor der Kunstakademie Münster.
Im September 2017 gehörte er zu den Unterzeichnern eines Offenen Briefes an den Ältestenrat des Deutschen Bundestages, in dem die Bitte vorgebracht wird, dass die erstmals in den Bundestag eingezogene AfD nicht den Vorsitz im Ausschuss für Kultur und Medien erhalten dürfe.

## Werk
Das Nahe, woraus unsere Welt gemacht ist, ein Stein, die Erde des Weges, ein Wasserrinnsal oder eine Hecke, fasziniert ihn ebenso wie das Weite, nämlich der Nachthimmel und was sich darin andeutet. So sei ein Blick in den bewölkten Nachthimmel der Auslöser für das Gros seiner künstlerischen Arbeiten gewesen. Fläche und Raum seien nicht mehr unterscheidbar gewesen. Jede bewusste Naturbeobachtung, „die Präsenz des vermeintlich Unspektakulären [wurde] zum Leitbild seiner Ästhetik“, wie es im Allgemeinen Künstlerlexikon heißt.
Sein Hauptwerk teilt sich in Zeichnungen und Plastiken. Fotografien und Videoarbeiten ergänzen es nur. Jürgen Wißmann bezeichnete die Kunst Isenraths in einem Essay als „Flächenplastik“. Isenrath sei kein Plastiker nach landläufigem Verständnis, aber auch kein Maler im eigentlichen Sinne. Er verbinde vielmehr beide Richtungen, indem seine Objekte bis auf vereinzelte Bearbeitungsspuren plan seien. Dieses Verharren in der Zweidimensionalität erfordere zwangsläufig einen höheren Abstraktionsgrad als bei räumlichen Skulpturen. Am ehesten sei sein Ansatz mit dem von Norbert Kricke vergleichbar, bei einem weiter gefassten Vergleichsbegriff könne man auch Dan Flavin anführen.
Seine Zeichnungen ähneln den Plastiken, denn sie bilden keine Gegenstände ab, sondern Oberflächenstrukturen, die demgemäß weitestgehend plan sind. Die Eindellungen oder Verbiegungen der Plastiken korrespondieren mit den Linienbahnen oder -knäueln, die beispielsweise sich kräuselndes Wasser oder eine sich auf dem Wasser spiegelnde Lichtquelle darstellen. Isenrath zeichnet meist in Serien. Das Künstlerlexikon schreibt dazu: „Das Moment der Wiederholung, Hell-Dunkel-Werte und die spontanen Niederschriften von Eindrücken sind hier vorherrschend. Der Augenblick als Realität, so Isenrath in einem Interview, sei ihm wichtig, er wolle sich so direkt wie möglich ausdrücken, vor allem unprätentiös sein.“

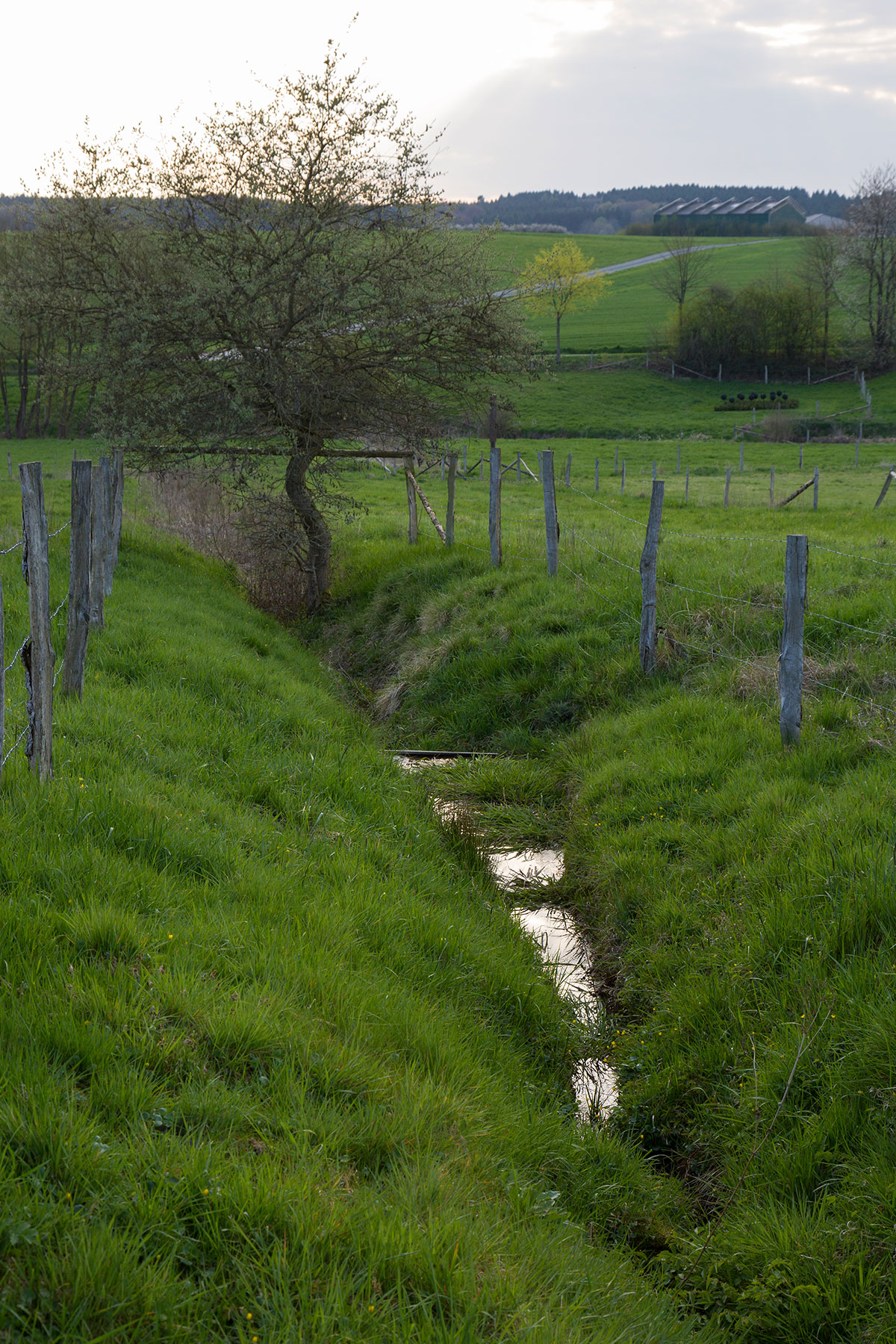
Paul Isenrath, Wasser, 1994, 45 × 15–150 × 600 cm, Eisen verzinkt, Hangwasser. Standort: im Tal (Skulpturenpark) zwischen Hasselbach und Werkhausen

Bildhauerisch arbeitet er mit industriell vorgefertigten Blechen aus verschiedenen Metallen wie Kupfer oder Eisen, woraus er jedoch keine Figuren oder kompakte Gebilde formt. Sie bleiben lediglich Flächen, mal mehr, mal weniger bearbeitet (zum Beispiel mit Hammerschlägen oder Farbaufspritzungen), die größeren schräg angelehnt, mit Sockeln senkrecht aufgestellt oder flach auf dem Boden liegend, die kleineren mitunter auf Stein montiert. Auch hier kommt es zu serieller Fertigung. Wißmanns meinte in seinem Essay: „Isenraths Plastiken sind und wollen auch nicht Werke sein, die einen ausgeformten Gebildecharakter anstreben. Obgleich ihre Gestaltung nicht etwa ergänzungsbedürftig, sondern sehr wohl vollständig ist, bieten sie nicht ein Resultat – sonst wären sie ein durchgebildetes Volumen, als eine selbstidentische Tatsächlichkeit beschreibbar.“
Mitte der 1960er Jahre verlegte er Metall-Bassins und Wasserrinnen in Grünflächen, beispielsweise mit Wasser, ein Element als Maß betitelt. Mit einer solchen Anfertigung nahm er an der documenta 6 teil. Zwei Arbeiten, in denen sein immer wiederkehrendes zentrales Element Wasser die entscheidende Rolle spielt, befinden sich seit 1994 im Tal zwischen Hasselbach und Werkhausen. Ein anderes Projekt zum Thema Wasser wurde bereits 1992 durchgeführt: Er stellte je ein wassergefülltes Glas in Madrid und im antipodischen neuseeländischen Ort auf, sodass sie sich quasi kopfüber gegenüber standen. Videokameras übertrugen beide Schauplätze und dokumentierten Sichtbarkeit und Unsichtbarkeit von Erdrotation und Schwerkraft. Als über unseren Planeten hinaus in das Universum schauend, kann die Serie etwas aus den Jahren 1980 bis 1983 verstanden werden. Wenige verbogene Metallstäbe, „Häkchen“, wie Wißmann es ausdrückte, liegen weit auseinander auf dem Boden und wirken in der Weite des Raumes wie Sternenkonstellationen.
In den Katalogen begleiten „Selbstaussagen“, die wie „Sinnsprüche“ formuliert sind, die Objekte. So lautet einer von 1977: „Wenn ich über ein Ding spreche, spreche ich über ein Ding in einer unbestimmten Zeit.“ Ein anderer aus den 1980er Jahren: „Das Feste und Undurchdringliche unter und neben mir / das Freie, Ausbreitung ermöglichende über und neben mir.“

## Selbstaussage über seine künstlerische Arbeit
„Abstrakt? Giacometti hat recht, wenn er sagt, er könne sich keine Kunst ohne ein Sujet vorstellen. Aber wo steht geschrieben, dass das Sujet Arme, Beine oder ein Blumentopf sein müssen? Es könnte doch auch die schweigende Ausdehnung eines bewölkten Nachthimmels sein, so gleichmäßig und unstrukturiert, dass ich nicht einmal Orte darin wiederfinde. […]“

## Einzelausstellungen (Auswahl)
- 2003: New York Jamaica Center, Global Priority
- 2002: Salamanca Casa de las Conchas
- 2001: Madrid Instituto Allemán
- 2000: Korea Moran Open Air Museum, Beyond the Circle
- 1999: Köln HAUSDERKUNST
- 1997: Lippstadt Kunstverein, Ahlen Kunstverein, Lünen Städtische Galerie, Köln Raum für Kunst
- 1994: Kunsthalle zu Kiel, Kunst im Weltmaßstab
- 1994: Museum Goch, Zwischen Blech und Wasser
- 1993: Münster, LWL-Landesmuseum für Kunst und Kulturgeschichte, Antipodische Wasserspiegel (Uta M. Reindl: Paul Isenrath, Kunstforum International, Band 123, 1993, S. 342)
- 1992: Input – Output. Direkte Plastik, Fuhrwerkswaage Köln
- 1990: Galerie im Kornhaus, Ulm
- 1988: Die gescheiterte Hoffnung - Hommage a Caspar David Friedrich, Salzgitter-Bad, an der Kniestedter Kirche[8][9]
- 1985: Städtische Galerie Lüdenscheid
- 1974: Wasser ein Element als Maß, Rheinpark Emmerich
- 1972: Städtische Sammlungen Rheinhausen
- 1964: Kunstverein Freiburg
- 1964: Galerie Thomas München

## Gruppenausstellungen (Auswahl)
- 2000: Beyond the circle, Moran Museum of Art, Ma-Suk, Korea
- 1996: Verborgene Schätze, LWL-Landesmuseum für Kunst und Kulturgeschichte, Münster
- 1995: Skapelser, Götene, Lidköping, Mariestad, Skara, Schweden
- 1992: Kunst im Weltmaßstab, Kunsthalle zu Kiel
- 1992: Intern, Skulpturenprojekt, Gotha
- 1990: Individuelle Positionen. Eine Auswahl von Kunstförderungspreisträgern des Landes Nordrhein-Westfalen, Josef-Haubrich-Kunsthalle, Köln
- 1986: Nur Rost?, Skulpturenmuseum Marl
- 1977: documenta 6, Kassel
- 1968: Junge Deutsche Plastik, Lehmbruck-Museum Duisburg
- 1966: Junge Generation. Maler und Bildhauer in Deutschland, Akademie der Künste, Berlin

## Auszeichnungen
- 1963: Förderpreis des Landes Nordrhein-Westfalen für junge Künstlerinnen und Künstler
- 1994: Konrad-von-Soest-Preis